# سیارک ۷۴۴۹
سیارک ۷۴۴۹ (به انگلیسی: 7449 Dollen، نامگذاری:1949QL) هفت هزار و چهارصد و چهل و نهمین سیارک کشف شده‌است که در ۲۱ اوت ۱۹۴۹ و در هایدلبرگ کشف شد.